# Apseudes africanus
Apseudes africanus är en kräftdjursart som beskrevs av Tattersall 1925. Apseudes africanus ingår i släktet Apseudes och familjen Apseudidae. Inga underarter finns listade i Catalogue of Life.